# Thierry Deleruyelle
 (mai 2020).
La mise en forme du texte ne suit pas les recommandations de Wikipédia : il faut le « wikifier ».
Les points d'amélioration suivants sont les cas les plus fréquents. Le détail des points à revoir est peut-être précisé sur la page de discussion.
- Les titres sont pré-formatés par le logiciel. Ils ne sont ni en capitales, ni en gras.
- Le texte ne doit pas être écrit en capitales (les noms de famille non plus), ni en gras, ni en italique, ni en « petit »…
- Le gras n'est utilisé que pour surligner le titre de l'article dans l'introduction, une seule fois.
- L'italique est rarement utilisé : mots en langue étrangère, titres d'œuvres, noms de bateaux, etc.
- Les citations ne sont pas en italique mais en corps de texte normal. Elles sont entourées par des guillemets français : « et ».
- Les listes à puces sont à éviter, des paragraphes rédigés étant largement préférés. Les tableaux sont à réserver à la présentation de données structurées (résultats, etc.).
- Les appels de note de bas de page (petits chiffres en exposant, introduits par l'outil «  Source ») sont à placer entre la fin de phrase et le point final[comme ça].
- Les liens internes (vers d'autres articles de Wikipédia) sont à choisir avec parcimonie. Créez des liens vers des articles approfondissant le sujet. Les termes génériques sans rapport avec le sujet sont à éviter, ainsi que les répétitions de liens vers un même terme.
- Les liens externes sont à placer uniquement dans une section « Liens externes », à la fin de l'article. Ces liens sont à choisir avec parcimonie suivant les règles définies. Si un lien sert de source à l'article, son insertion dans le texte est à faire par les notes de bas de page.
- La présentation des références doit suivre les conventions bibliographiques. Il est recommandé d'utiliser les modèles {{Ouvrage}}, {{Chapitre}}, {{Article}}, {{Lien web}} et/ou {{Bibliographie}}. Le mode d'édition visuel peut mettre en forme automatiquement les références.
- Insérer une infobox (cadre d'informations à droite) n'est pas obligatoire pour parachever la mise en page.

Pour une aide détaillée, merci de consulter Aide:Wikification.
Si vous pensez que ces points ont été résolus, vous pouvez retirer ce bandeau et améliorer la mise en forme d'un autre article.
Thierry Deleruyelle né le 9 août 1983 à Arras (Pas-de-Calais / France) est un compositeur, chef d’orchestre et percussionniste français. 

## Biographie
Thierry Deleruyelle commence la percussion très jeune et se tourne rapidement vers la composition. À l’âge de 19 ans, il est admis au Conservatoire national supérieur de musique de Paris et y obtient 4 prix : Percussions, Harmonie, Contrepoint et Fugue. Lors de ses études dans la capitale française, il aura l’opportunité de côtoyer un grand nombre d’artistes qui l'accompagneront dans son évolution. Il se produira notamment comme percussionniste supplémentaire au sein des orchestres symphoniques parisiens.
Il commence sa carrière comme percussionniste supplémentaire au sein de plusieurs orchestres symphoniques parisiens, tout en développant en parallèle une intense activité de compositeur. Si son catalogue couvre un large éventail de formations – du solo à la musique de chambre –, c’est l’écriture orchestrale qui occupe une place centrale dans son œuvre. Il se passionne notamment pour l’orchestre d’harmonie et le brass band , domaines dans lesquels ses œuvres sont régulièrement jouées dans le monde entier, aussi bien par des ensembles professionnels que par des orchestres amateurs ou de jeunes musiciens. Thierry Deleruyelle est publié depuis 2007 chez De Haske Publications au sein du leader mondial de l’édition, Hal Leonard,,
En 2016, Thierry Deleruyelle devient le premier compositeur français à écrire la pièce imposée du Championnat européen de Brass Band (division championship). Cette œuvre, Fraternity, est ensuite sélectionnée pour le prestigieux British Open en 2017 , puis suivie par Sand and Stars en 2023 . Ces créations marquent des étapes importantes dans l’histoire du brass band contemporain. À plusieurs reprises, il est désigné « Compositeur de l’année » aux 4barsrest Awards en 2016, 2017 et 2023, salué pour la richesse expressive et la portée narrative de sa musique.
Ses œuvres font régulièrement l’objet de commandes en France comme à l’étranger émanant de fédérations musicales, de concours internationaux, d’ensembles renommés ou de solistes de premier plan. Il défend une écriture à la fois exigeante et accessible, au service du sens et de l’émotion.
En 2024, il remporte le Grand Prix du concours de création musicale du Ministère des Armées, décerné par la Direction de la Mémoire, de la Culture et des Archives (DMCA). Sa composition Héros de la Liberté est ensuite interprétée le 8 mai 2025 sous l’Arc de Triomphe à Paris, par un orchestre de 270 musiciens issus de six nations, à l’occasion des 80 ans de la Libération, en présence du Président de la République. Quelques mois plus tôt, le 14 juillet 2023, sa pièce Majesty avait ouvert le défilé militaire sur les Champs-Élysées, également en présence du chef de l’État.
Parallèlement à sa carrière de compositeur, Thierry Deleruyelle est aussi chef d’orchestre. Il dirige régulièrement ses propres œuvres dans le cadre de masterclasses, de résidences ou de concerts. Il est l’un des membres fondateurs de l’Orchestre Voltige, un ensemble réunissant musiciens professionnels et amateurs de haut niveau, entièrement dédié à la valorisation du répertoire original pour orchestre d’harmonie.

## Œuvres

### Œuvres pour orchestre d'harmonie
| Année | Titre                   | Commanditaire                                                                            |
| ----- | ----------------------- | ---------------------------------------------------------------------------------------- |
| 2025  | Talisman                | Écho de la montagne de Montlebon (F)                                                     |
| 2025  | The World of Sorcery    | Arts Vivants 52 et les orchestres de Bourbonne-les-Bains, Chalindrey and Fayl-Billot (F) |
| 2025  | Survivors               | Chef de musique Maurice Marc et l'armée de Terre.                                        |
| 2025  | Play for Fun !          | Confédération Musicale de France (F)                                                     |
| 2024  | Black Gold              | Musikverein 1891 "Harmonie" Saarwellingen e.V. (DE)                                      |
| 2024  | Columbus                | /                                                                                        |
| 2024  | Supernova               | Confédération Musicale de France (F)                                                     |
| 2023  | Majesty                 | Orchestre d'harmonie de Bourbourg (F)                                                    |
| 2023  | Fraternity              | CMF Hauts de France (F)                                                                  |
| 2023  | Lord of the Lake        | Stéphane Coquet (F)                                                                      |
| 2022  | Compostela              | Orchestre d’Harmonie de Thiviers (F)                                                     |
| 2022  | Little Tokyo Suite      | Harmonie de Paris 12ème / Mochizuki Saku City Nagano (J)                                 |
| 2022  | Keystone                | Vriezenveen Harmonie (NL)                                                                |
| 2021  | Cleopatra               | Orchestre d'Harmonie de Antony (F)                                                       |
| 2020  | Eldorado                | Lille 3000 (F)                                                                           |
| 2019  | Golden Peak             | Udsm 63 (F)                                                                              |
| 2019  | Mexicana                | Lille 3000 (F)                                                                           |
| 2018  | Tarjan                  | Orchestre d’Harmonie de Vesoul (F)                                                       |
| 2017  | Pop City                | Orchestre d’Harmonie de Phalempin (F)                                                    |
| 2017  | Adventure Land          | Clermont Communauté et « Crea » (F)                                                      |
| 2016  | Fields of Honour        | Orchestre d’Harmonie de Beauquesne (F)                                                   |
| 2016  | The Magic Book          | Fédération Cmf Haut de France (F)                                                        |
| 2016  | Sahara                  | Orchestre d’Harmonie de Bailleul-sire-Berthoult (F)                                      |
| 2016  | Children’s Oak          | Orchestre d’Harmonie de Beauquesne (F)                                                   |
| 2015  | Atlantic Overture       | Orchestre d’Harmonie de Oignies (F)                                                      |
| 2014  | Merlin                  | Orchestre d’Harmonie de Distroff (F)                                                     |
| 2014  | Statue of Liberty       | Orchestre d’Harmonie de Croisilles (F)                                                   |
| 2014  | High Voltage            | Orchestre Voltige (F)                                                                    |
| 2011  | Atlas Symphony          | /                                                                                        |
| 2010  | The Heaven Tree         | /                                                                                        |
| 2010  | Hymn to Freedom         | /                                                                                        |
| 2010  | Colors of Time          | /                                                                                        |
| 2010  | Wind Power              | /                                                                                        |
| 2009  | Emperor                 | /                                                                                        |
| 2008  | The Order of the Temple | /                                                                                        |

Sources :  musicshopeurope.com, calameo.com, bnf

### Œuvres pour brass band
| Année | Œuvre                                  | Commanditaire                      | Imposée en championnat | Pièce au choix |
| ----- | -------------------------------------- | ---------------------------------- | --- | -------------- |
| 2025  | Chorale for Peace                      | /                                  | / | /              |
| 2025  | Lord of the Lake                       | /                                  | / | /              |
| 2025  | Black Gold                             | /                                  | - World Music Contest Kerkrade | /              |
| 2025  | Superjet                               | /                                  | / |                |
| 2024  | Majesty                                | /                                  | / |                |
| 2024  | Snow Island                            | Fêtes cantonales 2024 (CH)         | - Swedish National Championship (First Division) (SWE) - Kantonal Musikfest Valais/Wallis (CH) - Bernisches Kantonal-Musikfest (CH) - Jurassisch Kantonales Musikfest (CH) - Solothurner Kantonal-Musikfest (CH) | 1 fois         |
| 2024  | Crazy Twenties                         | Paris Brass Band (F)               | - North American Brass Band Championships (USA) - Belgian Nationals 2025 (B) | 4 fois         |
| 2023  | Columbus (Ouverture)                   | Brass Band Bourgueillois (F)       | - Swedish National Championship (SWE) | /              |
| 2023  | Keystone                               |                                    | - Championnat National de France 2023 (F) - Australian Championships 2024 (AU) - Swedish National Championship (Elite Division) (SWE) | 3 fois         |
| 2022  | Sand and Stars                         | Brass Band Treize Etoiles (CH)     | - Dutch Nationals 2023 (NL) - British Open 2023 (GB) - Australian Championships 2024 (AU) | 22 fois        |
| 2022  | Compostela                             | /                                  | - Championnat National Belge 2022 (B) | 6 fois         |
| 2021  | Dragonfly (Concerto pour Euphonium)    | Bastien Baumet (F)                 | / | /              |
| 2020  | Crossing Worlds (Concerto pour Cornet) | Kathleen Gaspoz (CH)               | / | /              |
| 2019  | No Man’s Land                          | Noordlimburgse Brass Band (B)      | - Championnat National de France 2026 (F) | 6 fois         |
| 2019  | Citadel's Destiny (March)              | Musique de l’Infanterie (F)        | / | 1 fois         |
| 2018  | Lions of Legends                       | Eurofestival 2016 / CMF            | - Championnat National de France 2019 (F) - Championnat National Belge 2019 (B) - National Championship of Great Britain 2021 (GB) - Victorian State Championships 2023 (AU) - French Open 2023 (F) | 59 fois        |
| 2017  | Viking Age                             | Orchestre de Cuivres de Colmar (F) | - Kantonal Musikfest Vaud/Waadt 2018 - NIBA Championship of Ireland 2018 (IRE) - Dutch Nationals 2018 (NL) - National Championship of Great Britain 2019 (GB) - Australian Championships 2020 (AU) - Danish National Championship (DK) 2020 - Tasmanian Band Championships 2021 - NSW State Championships 2022 (AU) - Australian Championships 2023 (AU) | 62 fois        |
| 2016  | Fraternity                             | Eurofestival 2016 / EBBA           | - European Champioships 2016 (F) - NSW State Championships 2017 (USA) - British Open 2017 (GB) - West Australian State Band Festival 2018 (AU) - Berner Oberländische Musiktage 2018 (CH) - British Open Spring Festival 2019 (GB) | 74 fois        |

Sources : 
www.brassbandresults.co.uk ,,,
www.brassstats.com
www.ebba.eu.com

### Œuvres pour musique de chambre et soliste
- 2024 : Horngold, Concerto pour Tenor Horn (versions : piano, brass band) - Commande de Tim de Maeseneer
- 2021 : Dragonfly, Concerto pour Euphonium (versions : piano, brass band, harmonie) - Commande de  Bastien Baumet
- 2020 : Crossing Worlds, Concerto pour Cornet (versions : piano, brass band, harmonie) - Commande de Kathleen Gaspoz
- 2015 : Kalaset, pour tuba et percussions - Commande de Emmanuel Curt et Stéphane Labeyrie
- 2014 : Cadenza Infernale, pour timbales solo
- 2011 : Balalaika, pour marimba solo
- 2009 : Cyclone, pour violon et percussions - Commande de  Prisca Talon et Aurélien Carsalade
- 2007 : Celero, pour quatuor de percussions - Commande de  Quatuor Beat
- 2007 : Face à Face en duo, pour vibraphone et piano

Sources :
www.billaudot.com
www.laflutedepan.com

### Projets originaux
- 2024 : Promethean, Création par le Carolina Crown Drum and Bugle Corps (USA) pour le championnat du monde de « Drum corps », Extraits de Fraternity.[24]
- 2023 : Vox Eversio, Création par le Santa Clara Vanguard drum corps (USA) pour le championnat du monde de « Drum corps »Extraits de Fraternity.[25]
- 2016 : Spectacle musical pour orchestre d’harmonie, chœur,  comédiens et autres ensembles[26]
- 2015 : Musique de la série documentaire de Samuel Bollendorff et Mehdi Ahoudig[27]
- 2014 : Spectacle musical pour orchestre d’harmonie, chœur et comédiens (ensembles de saxophones et de sahorns ad libitum)[28]

## Distinctions
- 2025 : Médaille d’or de la Ville d’Arras, en reconnaissance de sa renommée internationale en tant que compositeur et chef d’orchestre[29]
- 2024 : Premier Prix du Concours de Composition du Ministère des Armées (France)[30]
- 2023 : Œuvre imposée de l’année, 4 Barsrest Awards (Sand and Stars)[31]
- 2017 : Œuvre imposée de l’année, 4 Barsrest Awards (Fraternity)[32]
- 2016 : Œuvre imposée de l’année, 4 Barsrest Awards (Fraternity)[33]
- 2016 : Révélation de l’année, 4 Barsrest Awards[34]
- 2009 : Premier Prix du Concours de Composition Haize Berriak (Espagne)[35]
- 2005 : Premier Prix du Concours de Composition de Saint-Amand-les-Eaux (France)[36]